# Rachat de crédit
 (décembre 2020).
Si vous disposez d'ouvrages ou d'articles de référence ou si vous connaissez des sites web de qualité traitant du thème abordé ici, merci de compléter l'article en donnant les références utiles à sa vérifiabilité et en les liant à la section « Notes et références ».
Le rachat de crédit, aussi appelé restructuration, consolidation ou regroupement de crédit, est une solution financière qui tente de répondre à une situation d'endettement excessif. L'objectif du rachat de crédits est de diminuer le montant global des remboursements mensuels. Le rachat de crédit permet de réduire les mensualités, mais en augmentant la durée de remboursement.
Cette solution consiste à substituer un ou plusieurs crédits déjà existants par un seul et unique crédit, à un taux si possible moins élevé, mais amortissable sur une durée plus importante en adéquation avec les revenus de l'emprunteur. Les particuliers peuvent ainsi tenter de trouver une solution viable à leur surendettement.
Il existe quatre types de rachat de crédit :
1. le rachat locataire qui regroupe plusieurs crédits à la consommation,
2. le rachat immobilier qui regroupe crédits immobilier et crédits à la consommation,
3. le rachat de crédit professionnel.
4. le rachat de crédit par achat/vente à réméré.

Un rachat de crédit accompagné d'une baisse de mensualités repousse la charge des remboursements dans le temps. Finalement, l'emprunteur échange des dettes à court terme contre une plus grosse dette à long terme.